# 潭陽警察署
潭陽警察署（タミャンけいさつしょ）は、全南地方警察庁所管の警察署である。

## 管轄区域
- 潭陽郡

## 沿革
- 1945年10月21日 - 開署。

## 組織
- 警務課
- 生活安全交通課
- 捜査課
- 情報保安課

## 管轄派出所
- 中央派出所
- 古西派出所
- 大田派出所
- 水北派出所
- 昌平派出所

## 管轄治安センター
- 南面治安センター
- 龍面治安センター
- 鳳山治安センター
- 月山治安センター
- 武貞治安センター
- 大徳治安センター